# Anatoli Grigorjewitsch Nowikow
Anatoli Grigorjewitsch Nowikow (russisch Анатолий Григорьевич Новиков; * 18. Oktoberjul. / 30. Oktober 1896greg. in Skopin; † 23. September 1984 in Moskau) war ein russischer Komponist volkstümlicher Lieder.

## Leben
Er wurde 1896 als Sohn eines Schmieds in Skopin geboren. Ab 1921 an studierte er am Moskauer Konservatorium Komposition. Sein Lehrer war Reinhold Glière. 1946 wurden seine Lieder Wasja-Wassiljok, Wo der Adler seine Schwingen breitet, Kalte Winde, Partisanenspruch und Fünf Kugeln preisgekrönt, wie auch 1948 das Weltjugendlied, das anlässlich der Internationalen Festspiele der Demokratischen Weltjugend in Prag 1947 erstaufgeführt wurde. Die Melodie des Weltjugendlieds findet sich in der Mainzer Karnevalshymne Humba Täterä wieder. Nowikow wurde als „Verdienter Künstler der RSFSR“ geehrt und stand noch 1958 im Komponisten-Verband der UdSSR als Mitglied der Kommission „Massenlied“ an verantwortlicher Stelle. 1960 erhielt er den Titel Volkskünstler der RSFSR und 1970 den Titel Volkskünstler der UdSSR.